# 希爾茲維爾鎮區 (明尼蘇達州賴斯縣)
希爾茲維爾鎮區（英語：Shieldsville Township）是位於美國明尼蘇達州賴斯縣的一個行政鎮區。

## 地方資料
希爾茲維爾鎮區的面積為94.57平方千米，當中陸地面積為83.43平方千米，而水域面積為11.13平方千米。根據2020年美國人口普查的數據，當地共有人口1056人，而人口密度為每平方千米11.17人。